# Cortine

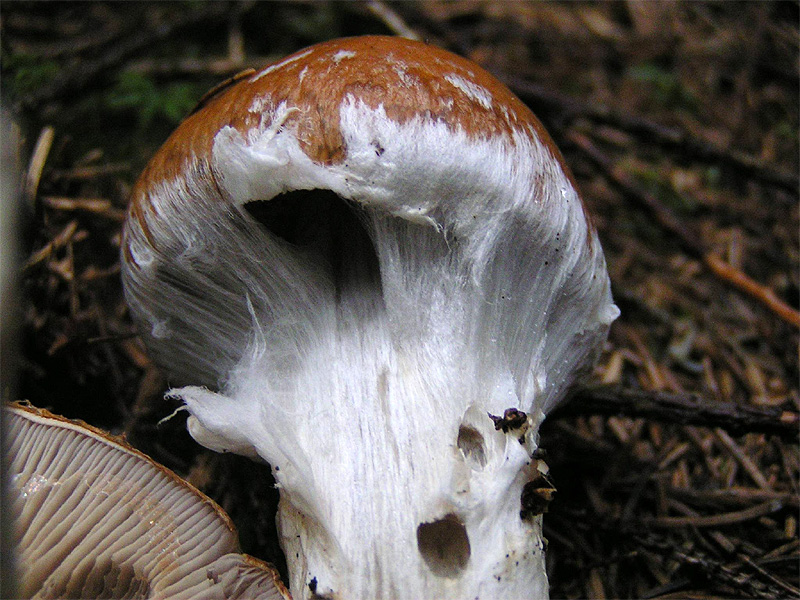
Cortine en train de se déchirer sur Cortinarius claricolor

En mycologie, on appelle cortine un voile léger et filamenteux, souvent fugace, qui, sur certains champignons, relie la marge du chapeau au pied. Vestige du voile partiel, elle est typique des cortinaires mais peut se trouver chez d'autres genres tels les gomphides ou les gymnopiles.

## Sources
- Grand Guide Encyclopédique des Champignons, Jean-Louis Lamaison et Jean-Marie Polese, Éditions Artémis 1998,  (ISBN 9782844160058).